# Książenice (Mazovie)
Pour les articles homonymes, voir Książenice.
Książenice (prononciation : [kɕɔ̃ʐɛˈnit͡sɛ]) est un village polonais de la gmina de Grodzisk Mazowiecki dans le powiat de Grodzisk Mazowiecki de la voïvodie de Mazovie dans le centre-est de la Pologne.
Il se situe à environ 7 kilomètres au sud-est de Grodzisk Mazowiecki (siège du powiat) et à 27 kilomètres au sud-ouest de Varsovie (capitale de la Pologne).

## Histoire
De 1975 à 1998, le village appartenait administrativement à la voïvodie de Varsovie.